# Jaco Van Dormael

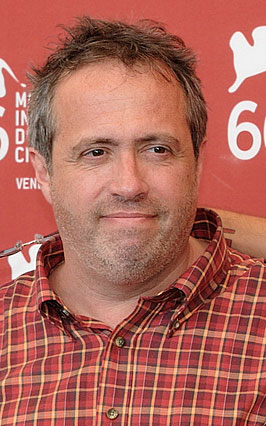
Jaco Van Dormael (2009)

Jaco Van Dormael (* 9. Februar 1957 in Ixelles/Elsene) ist ein belgischer Drehbuchautor und Regisseur für Film und Theater.

## Werk
Van Dormaels Schwerpunkt ist das Imaginäre, erzählt aus Sicht von Außenseitern und Behinderten.
Sein Kurzfilm È pericoloso sporgersi wurde 1985 beim Festival du Court-Métrage de Clermont-Ferrand mit dem Grand Prix ausgezeichnet.
Für seinen ersten abendfüllenden Spielfilm Toto der Held wurde ihm bei den Internationalen Filmfestspielen von Cannes die Goldene Kamera (Bester Erstlingsfilm) verliehen. Der alt gewordene Thomas (Michel Bouquet und Jo De Backer) erinnert sich, bei seiner Geburt mit seinem gehassten Freund Alfred (Peter Böhlke und Didier Ferney) vertauscht worden zu sein. Thomas’ Leben war ebenso eine Abfolge des Scheiterns wie das von Alfred eines von Erfolgen. Er rächt sich.
In seinem zweiten Spielfilm Am achten Tag trifft Georges (Pascal Duquenne), ein Mann mit Down-Syndrom, der auf der Suche nach seiner Mutter das Heim verlassen hat, den erfolgreichen, aber privat abgeschlagenen Geschäftsmann Harry (Daniel Auteuil), der ihn nach einem Unfall in seinem Auto mitnimmt. Harry, der sich zunächst sehr distanziert gibt, wird sich bewusst, dass er von Georges mehr zu lernen hat als von vielen Menschen ohne Behinderung. Auteuil und Duquenne erhielten 1996 in Cannes gemeinsam den Preis für den besten Darsteller.
Nach dem Erfolg in Cannes beschäftigte sich Van Dormael überwiegend mit Theaterarbeiten. 2009 erhielt er für seinen Film Mr. Nobody eine Einladung für den Wettbewerb der 66. Filmfestspiele von Venedig.
Der 2008 verstorbene Gitarrist Pierre Van Dormael war sein Bruder.

## Filmografie
- 1980: Maedeli la brèche
- 1981: Stade 81
- 1982: L’imitateur
- 1983: Sortie de secours
- 1985: È pericoloso sporgersi
- 1985: De boot
- 1991: Toto der Held (Toto le héros)
- 1995: Lumière et compagnie
- 1996: Lumière sur un massacre (TV-Serie, eine Folge)
- 1996: Am achten Tag (Le huitième jour)
- 2006: La ceinture
- 2009: Mr. Nobody
- 2010: Eole
- 2015: Das brandneue Testament (Le tout nouveau testament)